# Галоцька сільська рада
Га́лоцька сільська́ ра́да — адміністративно-територіальна одиниця та орган місцевого самоврядування в Ужгородському районі Закарпатської області. Адміністративний центр — село Галоч.

## Загальні відомості
- Населення ради: 1 151 особа (станом на 2001 рік)

## Населені пункти
Сільській раді були підпорядковані населені пункти:
- с. Галоч
- с. Батфа
- с. Палло

## Склад ради
Рада складалася з 16 депутатів та голови.
- Голова ради: Молнар Шандор Іштванович
- Секретар ради: Неметі Ольга Іванівна

### Керівний склад попередніх скликань
| Прізвище, ім'я, по батькові | Основні відомості                                                               | Дата обрання | Дата звільнення |
| --------------------------- | ------------------------------------------------------------------------------- | ------------ | --------------- |
| Молнар Шандор Іштванович    | Сільський голова, 1965 року народження, освіта середня спеціальна, безпартійний | 26.03.2006   | 31.10.2010      |
| Молнар Шандор Іштванович    | Сільський голова, 1965 року народження, освіта середня спеціальна, безпартійний | 31.10.2010   |                 |

Примітка: таблиця складена за даними сайту Верховної Ради України

### Депутати
За результатами місцевих виборів 2010 року депутатами ради стали:

#### За суб'єктами висування
| Суб'єкт висування                                       | Кількість обраних депутатів | %    |
| ------------------------------------------------------- | --------------------------- | ---- |
| Самовисування                                           | 15                          | 93,8 |
| Політична партія Всеукраїнське об'єднання «Батьківщина» | 1                           | 6,3  |

#### За округами
| № округу                                                | Прізвище, ім'я, по батькові    | Дата визнання обраним | Освіта             | Партійна приналежність             | Відомості про обраного депутата                                |
| ------------------------------------------------------- | ------------------------------ | --------------------- | ------------------ | ---------------------------------- | -------------------------------------------------------------- |
| Політична партія Всеукраїнське об'єднання «Батьківщина» |                                |                       |                    |                                    |                                                                |
| 3                                                       | Варга Берталон Берталонович    | 04.11.2010            | вища               | позапартійний                      | приватний підприємець                                          |
| Самовисування                                           |                                |                       |                    |                                    |                                                                |
| 1                                                       | Ладані Ілона Людвиківна        | 04.11.2010            | середня спеціальна | позапартійна                       | пенсіонер                                                      |
| 2                                                       | Пасторницька Павлина Габорівна | 04.11.2010            | середня спеціальна | позапартійна                       | Галоцька сільська рада, землевпорядник                         |
| 4                                                       | Неметі Ольга Іванівна          | 04.11.2010            | середня спеціальна | позапартійна                       | Галоцька сільська рада, секретар                               |
| 5                                                       | Товт Єва Федорівна             | 04.11.2010            | середня спеціальна | позапартійна                       | Галоцька сільська рада, головний бухгалтер                     |
| 6                                                       | Молнар Іштван Іштванович       | 04.11.2010            | середня спеціальна | позапартійний                      | фермерське господарство «Гермат», голова                       |
| 7                                                       | Балог Іштван Степанович        | 04.11.2010            | середня            | позапартійний                      | «Джонсонс Контроль України», обслуговуючий персоналом дільниці |
| 8                                                       | Кампов Іван Іванович           | 04.11.2010            | середня спеціальна | позапартійний                      | тимчасово не працює                                            |
| 9                                                       | Товт Жигмонд Іванович          | 04.11.2010            | середня            | позапартійний                      | фермерське господарство «Панда», голова                        |
| 10                                                      | Євчак Янош Юлійович            | 04.11.2010            | середня спеціальна | член Соціалістичної партії України | тимчасово не працює                                            |
| 11                                                      | Ченгері Людвиг Людвигович      | 04.11.2010            | середня            | позапартійний                      | ВРБК «Райагробуд», тесляр                                      |
| 12                                                      | Цап Катерина Йосипівна         | 04.11.2010            | середня спеціальна | позапартійна                       | Галоцька сільська рада, обліковець військового столу           |
| 13                                                      | Галаш Михайло Михайлович       | 04.11.2010            | середня            | позапартійний                      | ПП «Екселент», тихнічний працівник                             |
| 14                                                      | Василь Юлій Юлійович           | 04.11.2010            | середня            | позапартійний                      | «Ужгород-тепло», токар                                         |
| 15                                                      | Кенгерц Єва Золтанівна         | 04.11.2010            | середня спеціальна | позапартійна                       | тимчасово не працює                                            |
| 16                                                      | Риган Степан Михайлович        | 04.11.2010            | середня            | позапартійний                      | фермерське господарство «Альфа», голова                        |